# Дельфін білобокий чорноморський
Дельфін білобокий чорноморський, або Білобочка чорноморська (Delphinus delphis ssp. ponticus Barabasch-Nikiforov) — підвид звичайного дельфіна, описаний 1935 року, ендемік Чорного моря.

## Поширення та чисельність
Поширений в акваторії Чорного моря, можливо, заходить до Мармурового моря. Перебуває переважно у пелагічній частині моря, зрідка трапляється біля берегів, уникає опріснених і забруднених акваторій.
Загальна кількість поголів'я різко скорочується (до 1930 року становила близько 1,5—2 млн особин, у 70-ті роки — близько 200 тис., у 80-ті роках — 50–96 тис.). Під час сезонних міграцій та кормових кочівель може утворювати великі зграї (до сотень і тисяч голів). Причини зміни чисельності такі: промисел дельфінів (до 1966 року — в Україні, до 1983 року — у Туреччині), погіршення кормової бази, акумуляція полютантів, техногенні порушення, загибель у рибальських сітках і внаслідок важких травм, спричинених механізмами, стресові перевантаження.

## Особливості біології
Статевої зрілості досягає у 3—4 роки. Самиця раз на рік після 10—11-місячної вагітності народжує одне маля (в основному влітку). Живе до 20—25 років, досягаючи довжини тіла до 219 см і маси — до 100 кг (найдрібніший підвид дельфіна звичайного). Живиться дрібною рибою (кілька, хамса й іглиці). В умовах неволі не приживається.

## Охорона виду
Занесений до Конвенції про міжнародну торгівлю видами дикої фауни та флори, що перебувають під загрозою зникнення (1973). Промисел дельфінів — заборонений. Потребує організація та проведення обліку чисельності популяції з наступною розробкою програми дій для її збереження. Доцільно заборонити застосування дрифтерних (наплавних) рибальських сіток.

## Негативний вплив на підвид чорноморського дельфіна воєнно-морської дільності країни-агресора
Навесні 2022 року, з початком російського вторгнення в Україну, на узбережжі Чорного моря у різних місцях з'являються мертві дельфіни, проте оцінити весь масштаб трагедії дуже складно, оскільки через військові дії екологи не можуть досліджувати все узбережжя. Про це повідомив доктор біологічних наук, професор, науковий журналіст та один з керівників Національного природного парку «Тузлівські лимани» еколог Іван Русєв.
| | Вже 64 добу варвари нищать нашу землю. Божевільні мутанти і загарбники не вміють цінувати ані природу, ані культуру, ані вільних людей і безжалісно вбивають цивільне населення. І ось, на узбережжі Чорного моря протягом війни в різних місцях з'являються мертві дельфіни. Якщо раніше таке явище ми пов'язували зі злісним і масштабним браконьєрством на камбалу калкана і осетрових риб у морі, то зараз браконьєрство в морі майже відсутнє й імовірно у загибелі дельфінів інша причина. Оглядом загиблих тварин було встановлено, що на загиблих дельфінах немає слідів сіток, або відрізаних хвостів, що є дуже показовим, коли дельфіни попадаються в браконьєрські сітки і браконьєри їх викидають. У зв'язку з військовими діями, масштаби загибелі зараз маловідомі, тому що неможливо обстежити ділянки узбережжя моря. А викинутого морем дельфіна швидко з'їдають хижаки, мартини і рештки тварини знову забирає море, або засипає піском… Росіяни перекрили судноплавство в Чорному морі та замінували частину його акваторії. Вони постійно стріляють потужними снарядами з надводних і підводних човнів. Варвари також використовують військові гідролокатори і це негативно впливає на тварин, або дельфіни потрапляють у зону опромінення навігаційних приладів судна росіян, а це виводить з ладу орган слуху дельфінів… Таким чином, дії військово-морського флоту варварів з застосуванням гідролокаторів, зараз, у військовий період, впливають на дельфінів і приводять їх до стресової ситуації або до загибелі. |
| — Іван Русєв (28 квітня 2022). Варвари дезорієнтують та знищують дельфинів під час війни. facebook.com. | |

4 липня 2022 року, на морському узбережжі Національного природного парку «Тузловські лимани» було знайдено чотири тіла китоподібних, а саме трьох дельфінів азовка та одного дельфіна білобокого чорноморського. Як повідомив доктор біологічних наук, заступник директора нацпарку Іван Русєв це стало можливим в результаті «використання гідролокаторів, що створюють потужні звуки, які негативно впливають на здоров'я тварин: дельфіни потрапляють у зону опромінення навігаційних приладів суден, що виводить з ладу їх органи навігації та ехолокації». Крім того, дельфіни страждають від потужних вибухів під час бомбардування.